# Пер-Шаланд
Пер-Шаланд (фр. Père Chalande; дослівний переклад з савойського діалекту Батько-Різдво) — різдвяний або новорічний фольклорний персонаж у Женеві, Во та Савойї.
Походження зимових фольклорних персонажів губиться у глибині століть. З давніми язичницькими культами змішувалися як давньоримський культ предків, так і християнство, що прийшло йому на зміну, підвело під стародавні свята базу зі Старого або Нового Завіту. Одним із таких культів був культ святого Миколая, день пам'яті якого відзначається 6 грудня. Можливо, як фольклорний персонаж Пер-Шаланд виник у процесі боротьби швейцарських реформатів із католицьким культом святих. Згідно з місцевою традицією, подарунки приносить Добра Дитина (фр. Bon Enfant), що символізує маленьокого Ісуса, який може іноді з'явитися у вигляді старого. Однак, за іншими даними, персоніфікація Пер-Шаланда відноситься лише до XX століття, оскільки не виявлено жодних старих документів на його рахунок.
У швейцарському журналі 1955 видання міститься деяка інформація, зібрана автором публікації при опитуванні старожилів у швейцарському кантоні Во:
За спогадами опитаних, що належать до періоду їхнього дитинства, Пер-Шаланд приходить у перший день нового року. Він виглядає як старий з довгою білою бородою, одягнений у червону шубу та в гостроверхий ковпак. Пер-Шаланд їде верхи на ослі й несе за спиною мішок із подарунками. Іноді його супроводжує стара, на ім'я Шошв'єї (Chauchevieille). У кантоні Во його називають Бон-Анфан (фр. Bon-Enfant, дослівно: Добра Дитина), проте в Женеві він відомий під ім'ям Пер-Шаланд. Традиція говорить про те, що Пер-Шаланд спускається пічною трубою і наповнює подарунками дитячі черевики, які необхідно попередньо розставити біля вогнища. У Блоні, однак, традиція вимагала, щоб для подарунків під столом було виставлено кошик. В Улан-су-Ешалані потрібно було також покласти в залишені для подарунків черевики трохи вівса для віслюка Пер-Шаланда. Традиційними подарунками, які нібито залишає Пер-Шаланд дітям, були горішки та інші ласощі.
За свідченням фольклориста Ван-Геннепа, вже з 1819 року відома пісенька чи віршик, яку належало виконати: 

| Chalande est venu, Son bonnet pointu, Sa barbe de paille. Cassons les mailles, Mangeons du pain blanc Jusqu’au Nouvel-An[4]. | Прийшов Шаланд У своєму гостроверхому ковпаку Із солом'яною бородою. Поколемо горіхи, Будемо їсти білий хліб Аж до Нового Року. |

Етимологія слова шаланд походить від латинського слова календи, що позначав перший день місяця. Згодом у Савойї слово трансформувалося в chalande (шаланд), що означало свято Різдва. Існують також інші діалектальні варіанти, такі як цаланд (tsalande в Мутьє та Монжиро), халенд (halinde з чітко артикулованим [h] в Жар'є), сталанд (stalande в Альбервілі), сталенд (stalinde в Бофорі), саланд (salande в Пуазі та Севріє), саленд (salinde в Тіні та Сент-Фуа-Тарентезі) і фаланд (thalende з початковим [θ] в Самоені). Фактично, ім'я персонажа є калькою із загальнофранцузького Пер-Ноеля і також означає «Батько-Різдво».
У наш час ім'я Пер-Шаланда, як і імена інших місцевих зимових фольклорних персонажів, згадується все рідше — його місце займають французький Пер-Ноель і англо-американський Санта-Клаус.